# Đèo Giàng
Đèo Giàng là đèo trên quốc lộ 3 ở vùng giáp ranh huyện Bạch Thông và Ngân Sơn tỉnh Bắc Kạn, Việt Nam .
Đèo Giàng cách thị trấn Phủ Thông 22°16′21″B 105°52′48″Đ / 22,272624°B 105,879977°Đ huyện lỵ Bạch Thông cỡ 6 km, cách thị trấn Nà Phặc 22°22′45″B 105°53′39″Đ / 22,379292°B 105,894107°Đ huyện Ngân Sơn cỡ 12 km.

## Vị trí
Đèo ở ranh giới xã Phương Linh huyện Bạch Thông và xã Lãng Ngâm huyện Ngân Sơn. Trong xã Phương Linh có thôn Đèo Giàng ở chân dốc đèo .

## Di tích lịch sử Đèo Giàng
Đèo Giàng là di tích lịch sử về kháng chiến chống Pháp. Đây là địa điểm Quân đội Nhân dân Việt Nam giành chiến thắng mở đầu trong chiến dịch Việt Bắc Thu - Đông 1947 và những chiến thắng tiếp theo trên mặt trận đường số 3.
Chiến thắng Đèo Giàng được xếp hạng di tích lịch sử, văn hóa cấp quốc gia theo quyết định số 38/2001/QĐ-BVHTT ngày 12 tháng 7 năm 2001. Do đỉnh đèo thuộc xã Lãng Ngâm, nên địa chỉ di tích được ghi là "xã Lãng Ngâm, huyện Ngân Sơn, tỉnh Bắc Kạn" 